# Adam František Kollár

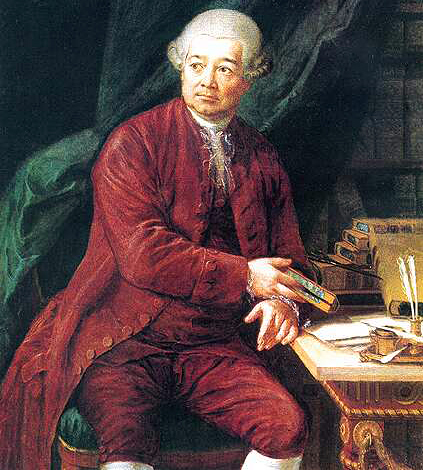
Adam František Kollár (1779)

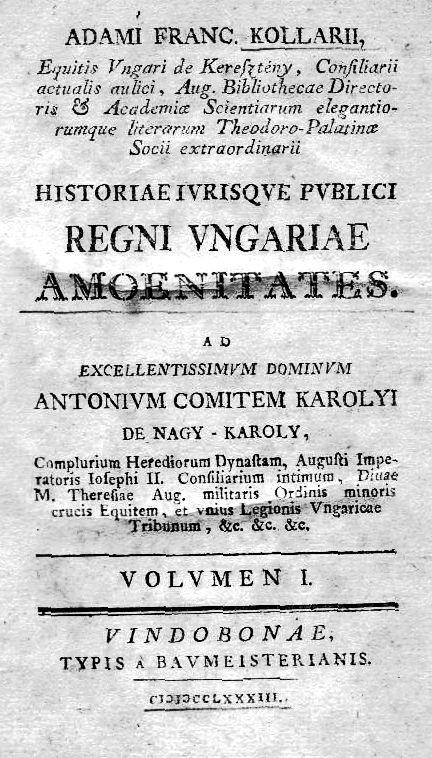
Historiae jurisque publici regni Ungariae amoenitates

Adam František Kollár, deutsch auch Adam Franz Kollár (* 17. April 1718 in Terchová, Königreich Ungarn; † 10. Juli 1783 in Wien, Erzherzogtum Österreich, Heiliges Römisches Reich) war ein slowakischer Schriftsteller, Geschichtswissenschaftler und Hofbibliothekar; er gehörte dem niederen Adel an. Kollár war Hofberater der Königin Maria Theresia. Er gilt als Persönlichkeit der Aufklärung und Verfechter der absoluten Monarchie. Daneben wird ihm die Schöpfung des Begriffs Ethnologie und dessen Definition zugeschrieben.

## Namensformen
- Deutsch und veraltet Englisch: Adam Franz Kollár
- Lateinisch: Adamus Franciscus Kollarius
- Slowakisch und Tschechisch: Adam František Kollár
- Ungarisch: Kollár Ádám Ferenc

## Leben

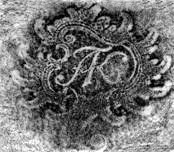
Exlibris von A. F. Kollár

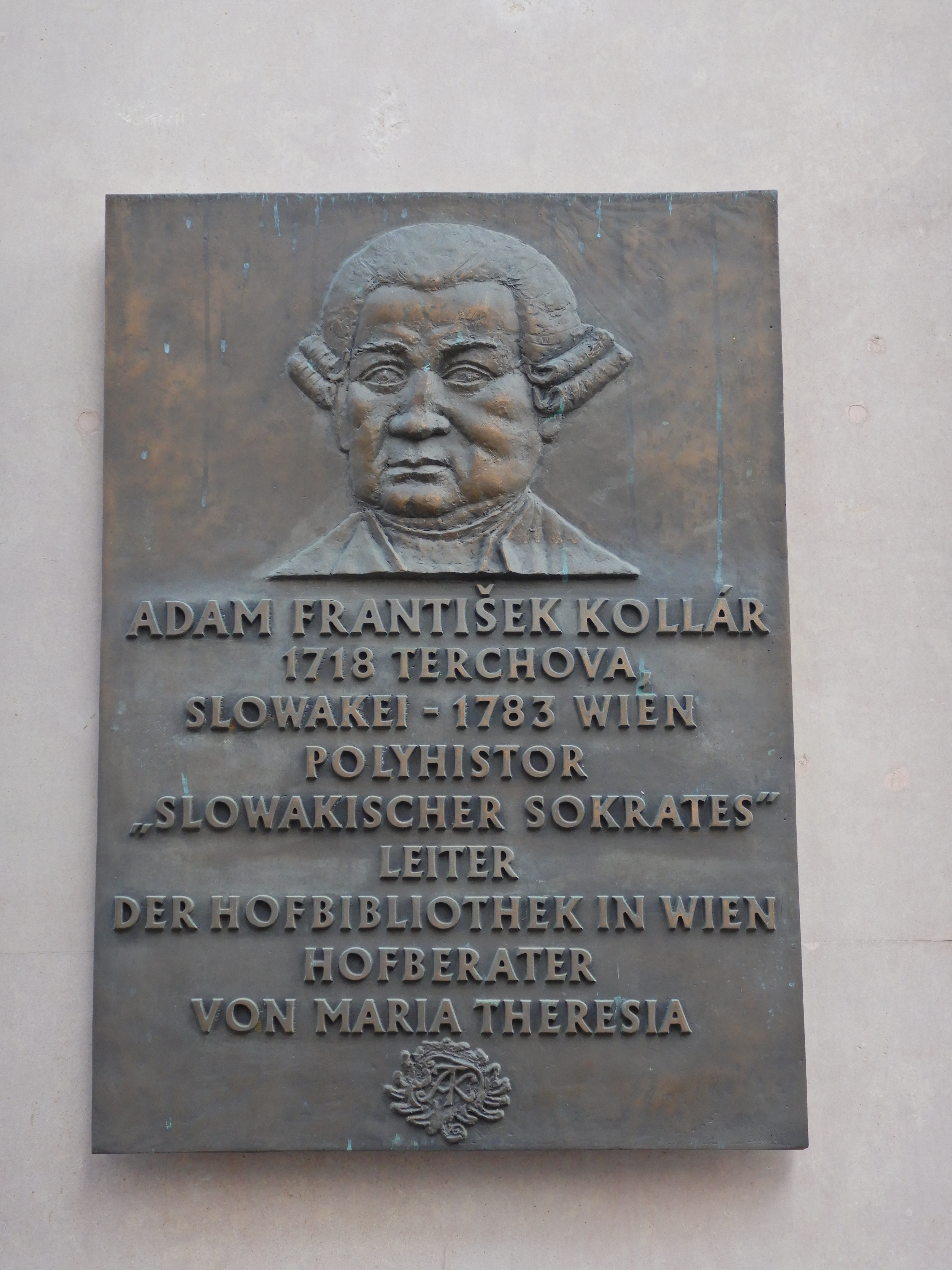
Gedenktafel für Adam František Kollár in Wien

Kollár wurde in die Familie eines Edelmanns im Ort Terchová, etwa 25 km östlich von Sillein geboren. Er besuchte eine Jesuiten-Schule in Neusohl und später ein Gymnasium in Schemnitz. Anschließend studierte er an der Universität Tyrnau (1734–36), wo er auch Mitglied der Gesellschaft Jesu wurde. 1748 schloss sein Theologiestudium an der Universität Wien ab; nach der Promotion verließ er die Gesellschaft Jesu.
Während seines Studiums befasste er sich mit zahlreichen Sprachen. So beherrschte Kollár neben dem Slowakischen, seiner Muttersprache, auch Deutsch, Ungarisch, Französisch und Hebräisch sowie klassische (Latein, Altgriechisch) und orientalische (Türkisch, Persisch) Sprachen.
Noch während seines Studiums begann seine Karriere als Professor in Liptau-Sankt Nikolaus. Nach Studienabschluss wurde er Skriptor in der K.u.k. Hofbibliothek zu Wien. Schon ein Jahr später avancierte er zum zweiten Kustos, im Jahr 1758 zum ersten Kustos dieser Bibliothek. Ab dem Jahre 1772 stand er der Hofbibliothek als deren Leiter vor; seit 1774 bis zu seinem Tod war er deren Chefbibliothekar.
Am Hof von Maria Theresia war er Hofberater und wirkte als Förderer eines aufgeklärten Absolutismus. Mit seinen Werken (z. B. De Originibus & Usu perpetuo potestatis Legislatoriae circa sacra Apoststolicorum Regum Ungariae) bereitete er geistige Grundlagen für tiefgreifende Reformen im ungarischen Teil des Habsburgerreiches, so skizzierte er in diesen Werken z. B. das Ende der Leibeigenschaft, die Einführung des Urbars, die Verbesserung der Lebensbedingungen der Bauernschicht, die Regulierung des Adels oder die religiöse Toleranz. Dies rief freilich den erheblichen Widerstand des ungarischen Adels hervor, in dessen Folge sich Kollár entschuldigen musste; sein Buch war für mehr als zwei Jahrhunderte auf dem Index Librorum Prohibitorum gesetzt.
Kollár befasste sich zudem eingehend mit dem Verhältnis zwischen dem absolutistischen Staat und der damaligen Kirche. In seinem Werk Historiae diplomaticae iuris patronatus apostolicorum Hungariae regum libri tres bezeichnete er es als das Recht des ungarischen Königs – als dieser war damals Maria Theresia gekrönt –, Bischöfe und andere hohe kirchliche Würdenträger zu ernennen und das Eigentum der Kirche auch ohne Zustimmung des Papstes zu enteignen. Verständlich, dass dies auf den heftigsten Widerstand des ungarischen Klerus stieß.
Nicht zuletzt hatte Kollár durch sein Schrifttum in nicht unerheblichem Maße Anteil an der theresianischen Schulreformen. Sein Werk Ratio educationis (1777) war auf die Standardisierung der Lehrmethoden, Curricula und Lehrbüchern gerichtet. Erfolglos blieb er indes mit der von ihm erstrebten Gründung einer Akademie der Wissenschaften, da Kollárs diesbezüglicher Vorschlag von Maria Theresia 1774 ad acta gelegt wurde.
Infolge seiner umfassenden Sprachkenntnissen vermochte sich Kollár intensiv mit historischen Quellen zu beschäftigen. So übersetzte er Werke des osmanischen Gelehrten Saneddin ins Lateinische (Saad ed-dini scriptoris turcici. Annales turcici usque ad Muradem I cum textu turcico impressi). Darüber hinaus annotierte und übersetzte er Texte verschiedener Verträge mit dem Osmanischen Reich ins Lateinische, Arabische und Persische. Des Weiteren gab er die Werke De Bello Pannonico des deutschen Gelehrten Velius und Hungaria et Attila sive de originibus gentis regni Hungariae... des ungarischen Theologen Olahus heraus und sammelte Dokumente zur Geschichte des Königreichs Ungarn.
Seit 1769 gehörte Kollár der Kurpfälzischen Akademie der Wissenschaften in Mannheim an.

## Werke

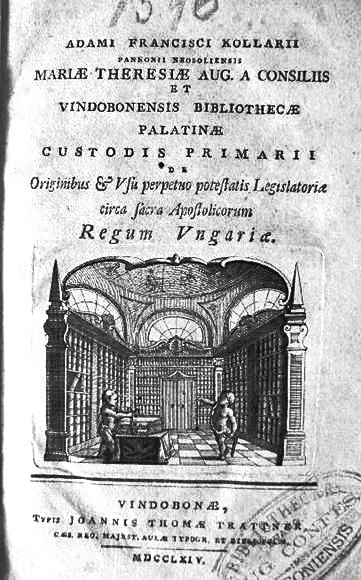
De Originibus & Usu perpetuo potestatis Legislatoriae circa sacra Apoststolicorum Regum Ungariae

- 1756 – Institutiones linguae turcicae, cum rudimentis parallelis linguarum arabicae et persicae: Tomus 1 et 2 / Francisci a Mesgnien Meninski. Editio ... curante Adamo Francisco Kollar.

- 1761–62 – Analecta monumentorum omnis aevi Vindobonensia, I-II
- 1762 – Casp. Ursini Velii de bello Pannonico libri decem cum adnotationibus et appendice critico
- 1762 – Historiae diplomaticae juris patronatus apostolicorum Hungariae regum libri tres
- 1763 – Nicolai Olahi metropolitae Strigoniensis Hungaria et Attila sive de originibus gentis regni Hungariae [...] emondato coniumctim editi
- 1764 – De Originibus & Usu perpetuo potestatis Legislatoriae circa sacra Apostolicorum Regum Ungariae
- 1769 – De ortu, progressu et inclatu nationis Ruthenicae in Hungaria
- 1772 – Jurium Hungariae in Russiam minorem et Podoliam, Bohemiaeque in Osvicensem et Zatoriensem ducatus explicatio
- 1777 – Ratio educationis
- 1783 – Historiae jurisque publici regni Ungariae amoenitates